# プリンセス・エリザベス・ランド

南極地図（上が本初子午線）。Princess Elizabeth Landは図の右方、大陸に切り込んだ湾を埋めるAmery Ice Shelfの下に記されている。

プリンセス・エリザベス・ランド (英語: Princess Elizabeth Land) は、南極にある地域の名称。南極大陸の東部（東南極）、インド洋の方向にあたる地域である。
この地域は1931年、ダグラス・モーソン率いるイギリス・オーストラリア・ニュージーランド南極調査探検隊（BANZARE）によって発見された。名称は当時のイギリスのエリザベス王女（後のエリザベス2世）にちなむ。

## 名称

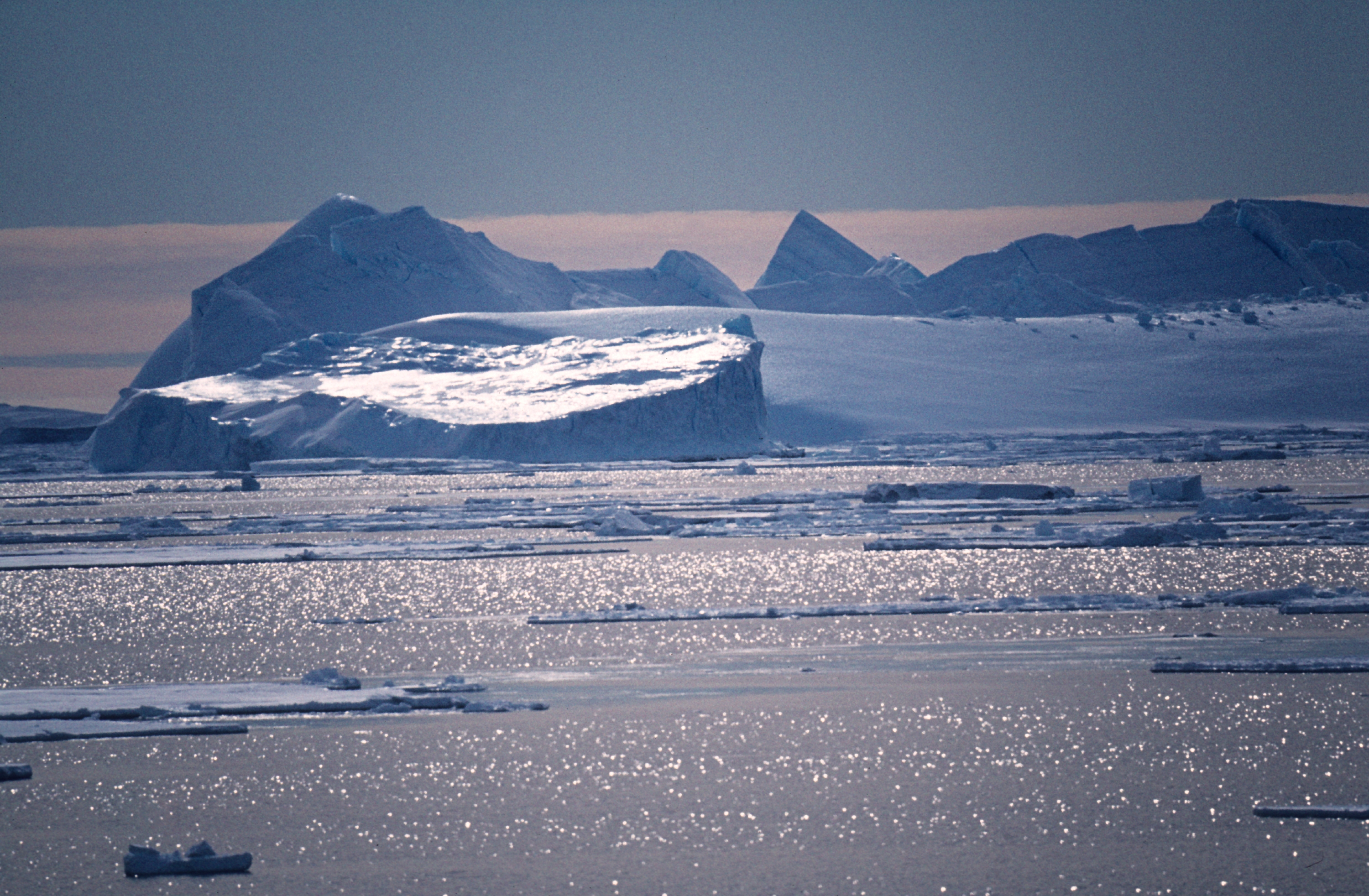
デーヴィス基地付近の氷山と大陸

南極研究科学委員会（SCAR）がまとめた各国による地名呼称によれば、オースラトリアおよびロシアが Princess Elizabeth Land の地名を用いている。アメリカ地質調査所（USGS）の地名情報システム（GNIS）に、Princess Elizabeth Land の名称は登録されていない。
このほか、エリザベス2世にちなむ南極の地名は、Queen Elizabeth Range などがある。ウェッデル海付近には、女王としてのエリザベス2世にちなみ、2012年にイギリスによって「クイーン・エリザベス・ランド」と名付けられた地名があるが、この命名にはアルゼンチンが反発している。

## 地理

### 位置・広がり
オーストラリアによれば、東経73度から東経87度55分20秒のセクターを指す。別の定義によれば、東経73度から東経87度43分にかけての範囲が「プリンセス・エリザベス・ランド」とされる。いずれも東端はCape Penckとされるが、オーストラリアとUSSGの座標の定義が異なる。西側はマック・ロバートソン・ランド（アメリー棚氷）に接し、東側はヴィルヘルム2世ランドに接する。

### 海岸
西側の海岸は、イングリット・クリステンセン海岸、東側はレオポルド・アンド・アストリッド海岸と呼ばれる。USGSの定義によれば、以下の通り区分される。
| 地域                                                          | 西限     | 東限     | 説明                                             | 参考  |
| ------------------------------------------------------------- | -------- | -------- | ------------------------------------------------ | ----- |
| イングリット・クリステンセン海岸 Ingrid Christensen Coast     | 72°33' E | 81°24' E | Jennings Promontory と West Ice Shelf 西端の間。 | [ 5 ] |
| レオポルド・アンド・アストリッド海岸 Leopold and Astrid Coast | 81°24' E | 87°43' E | West Ice Shelf 西端 と Cape Penck の間。         | [ 6 ] |

### 領有権主張
オーストラリアが、「オーストラリア南極領土」の一部として領有を主張している。ただし、南極条約によって、南極地域における領土主権、請求権は凍結されている。

### 観測基地
- 中山基地（中華人民共和国、南緯69度22分24秒 東経76度22分40秒 / 南緯69.37333度 東経76.37778度）
- ロー・ラコヴィタ基地（英語版）（ルーマニア、南緯69度23分18秒 東経76度22分46秒 / 南緯69.38833度 東経76.37944度）
- プログレス基地（ロシア、南緯69度22分30秒 東経76度23分30秒 / 南緯69.37500度 東経76.39167度）
- デーヴィス基地（英語版）（オーストラリア、南緯68度34分35秒 東経77度58分08秒 / 南緯68.57639度 東経77.96889度）

## 歴史
1931年2月9日、ダグラス・モーソン率いるイギリス・オーストラリア・ニュージーランド南極調査探検隊（BANZARE）によって、飛行機から発見された。1935年2月、ノルウェーの捕鯨家である Klarius Mikkelsen によって、初の上陸が行われた。